# Salvator Ruju
Salvator Ruju (Sassari, 6 maggio 1878 – Sassari, 21 giugno 1966) è stato un poeta, scrittore e giornalista italiano, noto come Agniru Canu nelle opere in sassarese.

## Biografia
Autore prolifico, laureato in Giurisprudenza a Sassari e in Lettere a Catania con Luigi Capuana, visse fra la città natale e Roma, dove frequenta Grazia Deledda e Guelfo Civinini, e collabora con La Nuova Sardegna, La Riviera Ligure, La Tribuna, Il Tempo, etc. Fra le raccolte di versi in sassarese: "Agnireddu e Rusina" (1956) e "Sassari vèccia e nòba" (1957).
Gli sono intitolati il Premio di Poesia "Agniru Canu", istituito nel 1978 al centenario dalla nascita, l'Istituto tecnico per attività sociali e una piazza nel centro di Sassari, dove dal 1980 è collocato un ritratto in bronzo realizzato da Gavino Tilocca.

## Opere

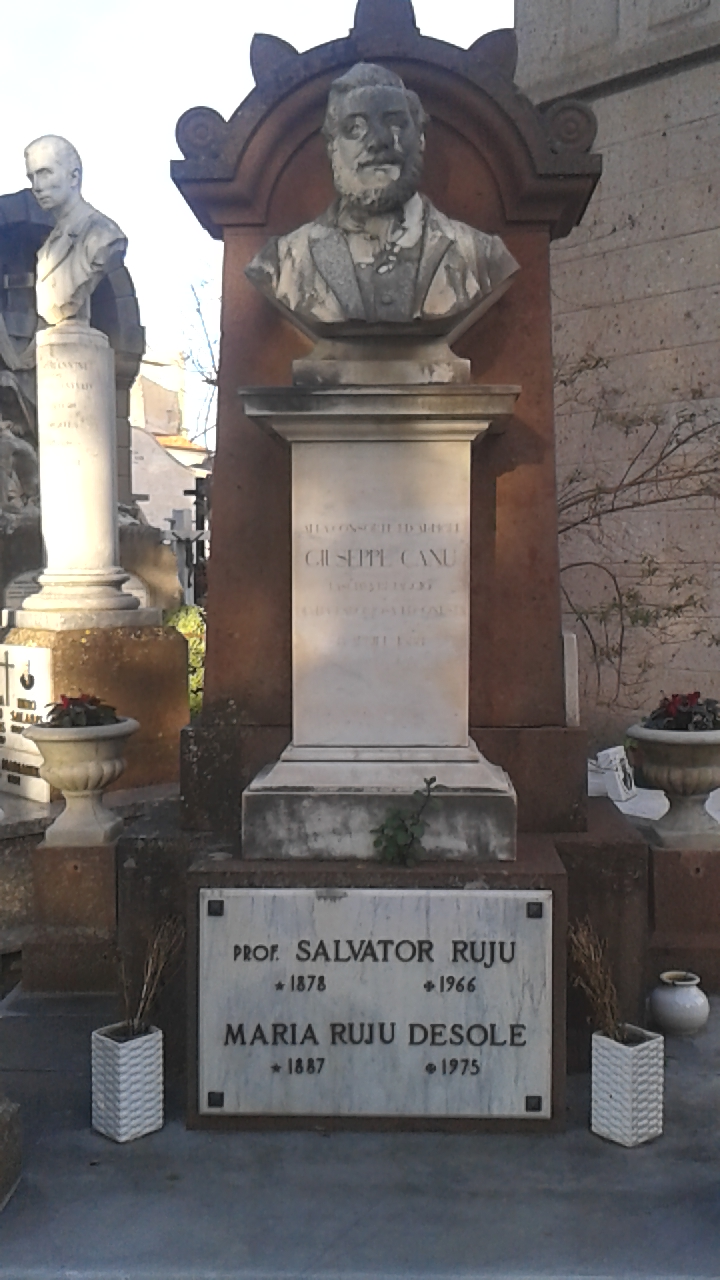
Il monumento sepolcrale

- Palmira. Poemetto lirico, Sassari, Tip. G. Dessi, 1899.
- Le tendenze estetiche di Pietro Aretino. Saggio critico, Sassari, Tip. G. Gallizzi, 1909.
- L'antifemminismo di Francesco Petrarca, Sassari, Tip. e leg. Gallizzi & C., 1909.
- Le rime spirituali di suor Maria Rosalia Merlo, Sassari, Tip. Gallizzi, 1921.
- L'eroe cieco. Poemetto epico-lirico, Sassari, G. Gallizzi, 1948.
- Agnireddu e Rusina (dialetto sassarese), Sassari, G. Gallizzi, 1956.
- Sassari véccia e nóba. [Versi in] dialetto sassarese, Sassari, Tipografia Moderna, 1957.
- Ore del mio giardino, Siena, Casa editrice Maia, 1961.
- Memoria di un figlio : Liriche, Sassari, Tip. Poddighe, 1963.
- Sequestro di un'anima, Trieste, M.O.V.E., 1989.
- Ritorno all'isola, prefazione di Mario Ciusa Romagna, illustrazioni di Antonio Ruju, Cagliari, Castello, [1992?].
- Radichinas de bentu, Alghero, Edizioni del Sole, stampa 2007. ISBN 8888636250.

Sono stati recentemente ristampati, a cura di Caterina Ruju:
- Agniréddu e Rusina; Sassari véccia e nóba, Coll. Bibliotheca Sarda n. 72, Nuoro, Ilisso, 2001. ISBN 8887825343.